# Protea dracomontana
Espèce
Protea dracomontana est une espèce de plantes à fleurs d'Afrique australe de la famille des Proteaceae.

## Répartition
La plante est présente dans les régions suivantes : Eastern Cape, Lesotho, KwaZulu-Natal ainsi que l'est du Zimbabwe,. Au Zimbabwe, cette espèce n'est connue que d'une sous-population confinée au sommet du mont Nyangani.

## Description

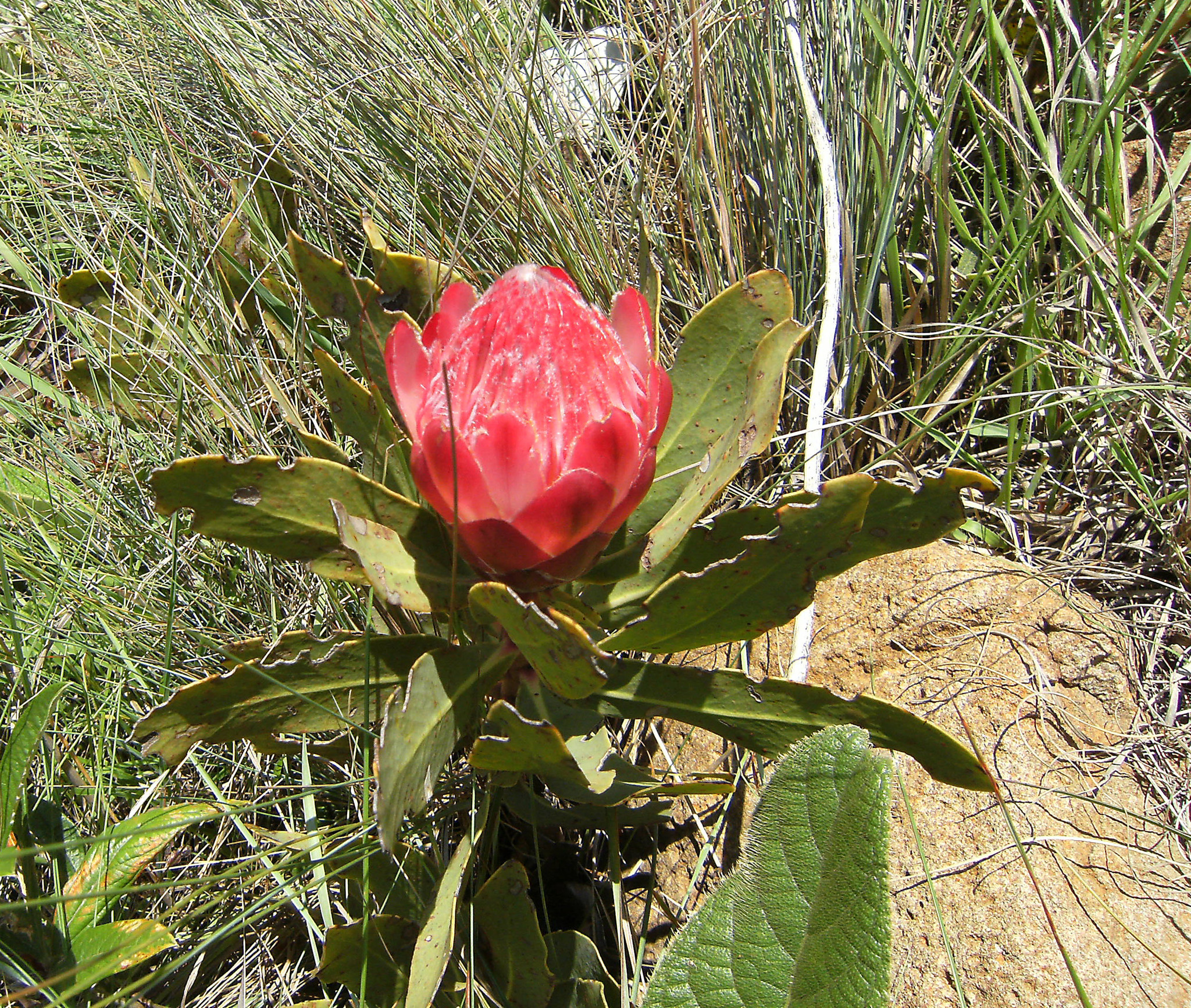

Il s'agit d'un arbuste qui possède de nombreuses tiges et peut atteindre 1,5 mètre de haut souvent moins,.
La floraison a lieu principalement de janvier à mars,. Cette espèce est monoïque, les deux sexes étant présents dans chaque fleur. Les fleurs sont regroupées en inflorescences serrées, entourées de bractées ressemblant à des pétales, qui mesurent 6-9 cm de diamètre et est de couleur blanc crème, souvent teintée de rose à l'extrémité des bractées les plus internes et des fleurs,.
Les tiges sont brun rougeâtre à grises, glabres et lisses au toucher.

## Dénominations
En anglais, cette plante est dénommée Nyanga protea ou Drakensberg sugarbush,
En afrikaans, elle est connue sous le nom de Drakensbergse dwergsuikerbos.

## Écologie
Cette espèce peut repousser après un feu de forêt à partir d'un porte-greffe en forme de bole, Bien qu'il semble avoir besoin d'une certaine protection contre les incendies de forêt et qu'on le trouve toujours en train de pousser parmi les rochers. La pollinisation se fait grâce aux oiseaux et aux insectes. Les graines ne sont pas stockées sur la plante, elles sont libérées neuf à douze mois après la formation des fleurs et sont dispersées par l'action du vent,.
La plante pousse dans les prairies subalpines et parmi les rochers à des altitudes de 1 600 à 2 200 m en Afrique du Sud, et dans les prairies à touffes tourbeuses à 2 300 à 2 400 m d'altitude, peut-être plus, au sommet d'une seule montagne au Zimbabwe,.

## Conservation
Protea dracomontana n'est pas en danger d'extinction. L'espèce a quelque peu déclinée dans les contreforts des montagnes du Drakensberg en raison de la concurrence causée par l'agriculture, les plantations de bois et l'expansion des établissements ruraux. Il pourrait être localement éteint au Lesotho. Néanmoins, il est répandu et commun dans les montagnes du Drakensberg du KwaZulu-Natal et dans les zones adjacentes de la province de l'État libre. Il est rare au Zimbabwe.

## Systématique
Le nom correct complet (avec auteur) de ce taxon est Protea dracomontana Beard.
Cette espèce a été décrite pour la première fois en 1958 par John Stanley Beardà partir d'un spécimen, l'holotype, qu'il avait collecté sur le mont Nyangani, au Zimbabwe.
Protea dracomontana a pour synonyme :
- Protea inyanganiensis Beard